# Gun.Smoke
Gun.Smoke è un videogioco sparatutto a scorrimento verticale, con tematiche tipicamente western. Pubblicato nel 1985 da Capcom in versione arcade, prende il nome, anche se non ufficialmente, dalla serie televisiva Gunsmoke. Il gioco è stato poi convertito per molte piattaforme a 8 bit dell'epoca, in alcune edizioni con il titolo modificato in Gunsmoke o Desperado.
Un clone intitolato Wanted o Outlaw venne pubblicato da Infogrames per Amiga e Atari ST.
Gun.Smoke comparve anche all'interno di più recenti raccolte di classici Capcom per Sega Saturn, PlayStation, Xbox e Windows.
Un seguito del gioco, Desperado 2, uscì solo per alcuni computer.
Il primo gioco della serie Red Dead di RockStar, Red Dead Revolver, è ispirato a Gun.Smoke.

## Trama
Una banda di fuorilegge imperversa indisturbata nel vecchio West: lo sceriffo Billy entra allora in azione per eliminarla e ristabilire l'ordine. Inizia così il videogioco; in ogni livello Billy deve eliminare uno dei 10 boss - presentato con la propria taglia - dopo aver superato i suoi scagnozzi.

## Modalità di gioco
Il videogioco è uno sparatutto a scorrimento verticale in stile Commando, dove il giocatore deve farsi strada a piedi tra i fuorilegge presenti nei dieci livelli del gioco, ognuno dei quali si conclude con un boss da affrontare, supportato da nemici comuni. Anche se Billy può muoversi in tutte le direzioni, a differenza di Commando lo scorrimento dello schermo verso l'alto è continuo e automatico; se il personaggio dovesse incastrarsi in un ostacolo e finire fuori dallo schermo, si perderà una vita.
Billy, che è ambidestro, maneggia due pistole contemporaneamente, con proiettili illimitati. La maggior parte dei nemici comuni adoperano fucili, pistole, coltelli e candelotti di dinamite. Occorre fare anche attenzione ai cecchini che sparano proiettili dalle verande degli edifici, dalle caverne poste ai lati dei percorsi o ancora dalle tende del villaggio pellerossa. I nemici pellerossa, presenti solo nel sesto livello, sono perlopiù armati di pistola ma ce ne sono alcuni che attaccano con frecce, altri con lance, altri ancora con tomahawk. Nei livelli 3, 4 e 8 appaiono inoltre come nemici alcuni tori, che inizialmente sono immobili ma al primo colpo ricevuto potranno assalire Billy con la loro violenta carica.
Ogni livello presenta diversi check point: se dunque si muore durante lo scontro con un boss, bisognerà affrontarlo nuovamente come se non fosse mai stato colpito.
Nella versione arcade si usano tre pulsanti: ognuno di essi spara con entrambe le pistole in una direzione diversa, dritto, diagonale sinistra e diagonale destra. Premendoli contemporaneamente in varie combinazioni si ottengono altre  direzioni di fuoco, per un totale di 8 possibili, ma sempre all'interno del ventaglio in avanti.
Nelle conversioni Billy è sempre vincolato a sparare nelle tre direzioni base in avanti.
Tre sono le vite inizialmente a disposizione, aumentabili al raggiungimento di determinati punteggi.

### Bonus
Durante i 10 livelli di Gun.Smoke il giocatore può ottenere svariati bonus aggiuntivi sparando ai barili che si trovano spesso lungo il percorso, e sono:
- Stivali: l'eroe si muoverà più velocemente.
- Fucile: portata di fuoco potenziata.
- Proiettile: rapidità dello sparo aumentata.
- Teschio bovino: elimina a caso un nemico comune nella schermata ma toglie a Billy uno dei bonus precedentemente elencati.
- POW: tutti i nemici comuni presenti nella schermata vengono eliminati. I soli che possono sopravvivere sono gli accoltellatori, se non sono stati ancora colpiti (per ucciderli bisogna infatti sparar loro due volte).
- Stella da sceriffo: 1up (vita extra).
- Cavallo: invincibilità momentanea col giocatore che proseguirà l'azione in groppa appunto a un cavallo bianco. L'animale muore dopo essere stato colpito quattro volte.
- Altri simboli: punti bonus.

## I boss di fine livello
Il gioco arcade originale comprende 10 livelli (nelle conversioni i livelli sono generalmente ridotti a 5; 6 su NES). Questo l'elenco dei boss ricercati, con relativa taglia e ambientazione del livello:
1. Master - $10000 - città.
2. Roy - $12000 - ferrovia.
3. Ninja giapponese - $15000 - rive del fiume.
4. Cutter - $15000 - canyon.
5. Pig Joe - $20000 - città fantasma.
6. Wolf Chief (capo pellerossa) - $80000 - villaggio dei nativi americani.
7. Goldsmith - $20000 - di nuovo il canyon.
8. Los Pubro (ranchero messicano) - $25000 - prateria e ranch del boss.
9. Fat Man - $30000 - di nuovo la città fantasma.
10. La famiglia Wingate (Wingate sr. e i suoi due figli gemelli) - $80000 - tenuta Wingate.

Per uccidere i boss dei livelli 1, 2, 3, 6, 7 e 9 servono quattro colpi. Per quello del livello 4, servono cinque colpi. Per quelli dei livelli 5 e 8, servono sei colpi. Nel livello finale, i gemelli Wingate devono essere colpiti tre volte, mentre il loro padre quattro volte, ma nella versione arcade è sufficiente l'eliminazione di quest'ultimo per completare il gioco.

## Colonna sonora
Tutte le musiche del gioco, in versione arcade, portano la firma di Ayako Mori.